# 國松孝次
國松 孝次（くにまつ たかじ、1937年〈昭和12年〉6月28日 - ）は、日本の警察官僚、外交官。
警察庁長官、在スイス日本大使、NPO法人救急ヘリ病院ネットワーク理事長、同会長などを歴任。

## 来歴
1937年、静岡県浜松市生まれ。静岡県立浜松西高等学校、東京大学法学部第2類（公法コース）卒業。大学4年生に肺結核を患ったため、民間企業では採用されず、東京大学剣道部師範から警察官になることを勧められて入庁。
1961年、警察庁入庁。警視庁本富士警察署長、警視庁総務部広報課長、在フランス日本国大使館1等書記官、大分県警察本部長、警視庁公安部長、兵庫県警察本部長、1991年に警察庁刑事局長などを経て、1993年に警察庁次長。1994年 警察庁長官に就任。
1995年3月30日、東京都荒川区南千住のマンションで狙撃され（警察庁長官狙撃事件）、一時危篤状態となったが2か月半後に復帰
。
1997年 退官。1998年～1999年、自動車安全運転センター理事長。1999年～2002年、在スイス特命全権大使。2003年、NPO法人救急ヘリ病院ネットワーク理事長に就任し、2012年から会長を務めた。
この他、公益財団法人「犯罪被害救援基金」理事長代行、損保ジャパン顧間（非常勤）、日興コーディアルグループ特別顧間（非常勤）、丸紅社外取締役などを務める。特定非営利活動法人日本防災士機構会長。

## 人物
警視庁総務部広報課長時代、長野県軽井沢町で発生したあさま山荘事件に警察庁の派遣幕僚団の一員として現地に派遣されている。
1995年3月30日の警察庁長官狙撃事件で銃撃された経験から、救急医療の大切さを実感し、NPO法人救急ヘリ病院ネットワークの理事長就任依頼を受けた。全国にドクターヘリを配置する活動を積極的に展開した。
人々が実感する治安を体感治安という言葉で表現している。
息子の國松大介は2008年の宇宙飛行士選抜試験で最終選考まで残っている（ドキュメント宇宙飛行士選抜試験）。

## 著書
- 『スイス探訪 - したたかなスイス人のしなやかな生き方』（2003年、角川書店）ISBN 4048838202

## 國松孝次を演じた俳優
- 田中哲司 - 「突入せよ! あさま山荘事件」
- 片桐竜次 - 「警視庁取調官 落としの金七事件簿」（2010年5月29日、テレビ朝日・東映）
- 河西健司 - 「NHKスペシャル 未解決事件 file.04 オウム真理教 地下鉄サリン事件」（2015年3月20日、NHK）